# 拉茨豪森
拉茨豪森是德国巴登-符腾堡州的一个市镇。总面积5.77平方公里，总人口771人，其中男性366人，女性405人（2011年12月31日），人口密度134人/平方公里。